# ثورفالد لارسن
ثورفالد لارسن هو لاعب كرة قدم نرويجي، ولد في 19 مايو 1934. لعب مع Vålerengens IF ‏.